# Jude Speyrer
Jude Speyrer (ur. 14 kwietnia 1929 w Leonville, Luizjana, zm. 21 lipca 2013 w Opelousas, Luizjana) – amerykański duchowny katolicki, biskup Lake Charles w latach 1980-2000.

## Życiorys
Święcenia kapłańskie otrzymał 25 lipca 1953 i inkardynowany został do diecezji Lafayette.  
29 stycznia 1980 papież Jan Paweł II mianował go ordynariuszem nowo utworzonej diecezji z siedzibą w Lake Charles (wyodrębniona została z terenów diecezji Lafayette). Sakry udzielił mu jego dotychczasowy zwierzchnik bp Gerard Louis Frey. Na emeryturę przeszedł 12 grudnia 2000.